# Перикарп

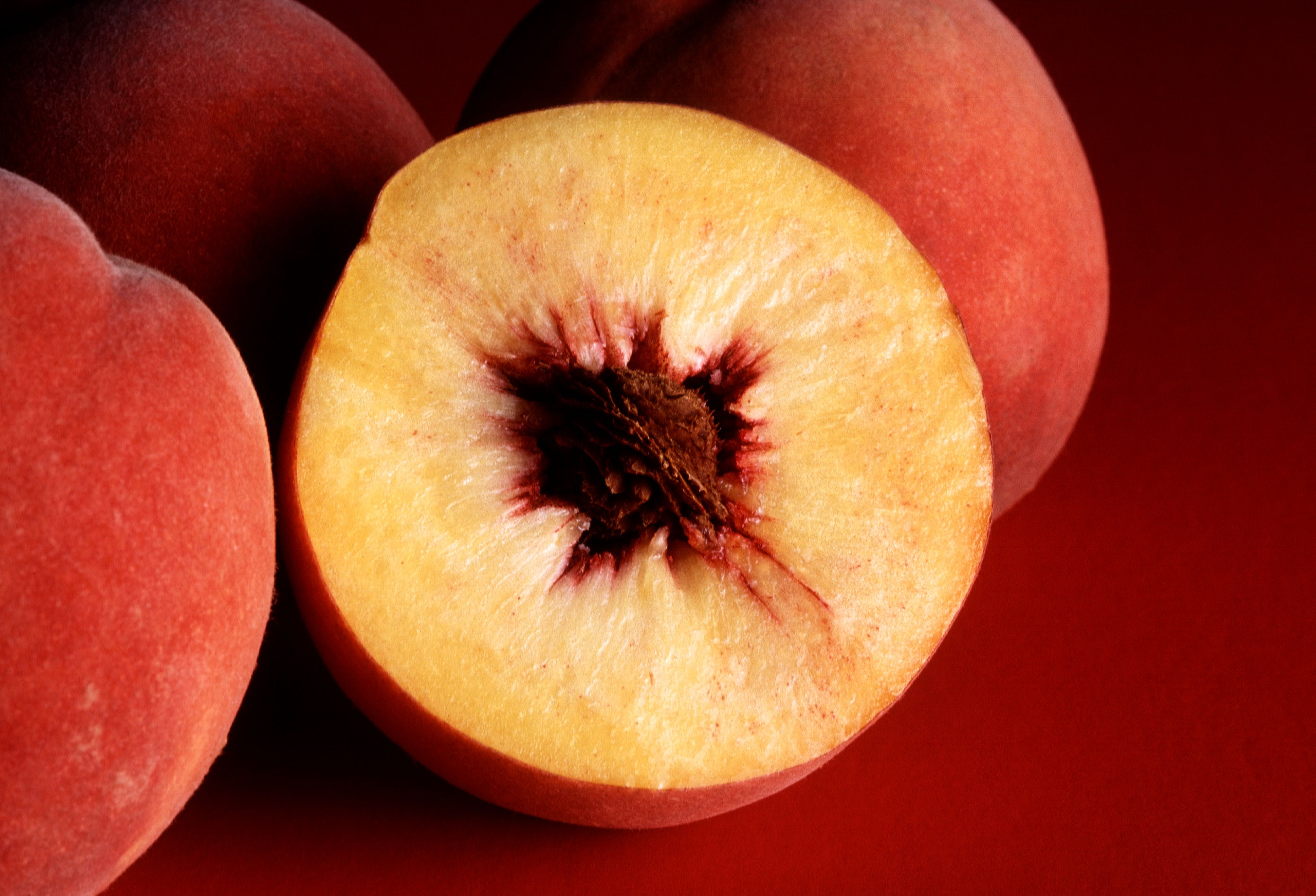
Персик в розрізі

Плід (кістянка) персика в розрізі.

Перикарп, перикарпій, опліддя, навколопліддя, оплодень (лат. pericárpium) — частина плоду насіннєвих рослин. Оболонка, що покриває насіння і формує зовнішній вигляд і форму плоду, зазвичай становить основну частину плоду і служить для захисту насіння від зовнішніх впливів. Формується із зав'язі, іноді за участю інших органів квітки (наприклад, гінецея, квітколожа або чашечки). Важлива морфологічна характеристика рослин.
Перикарп формується з трьох, зазвичай добре помітних шарів:
- Зовнішній — позапліддя, або епікарпій (лат. epicarpium), або екзокарпій
- Середній — міжпліддя, або мезокарпій (лат. mesocarpium)
- Внутрішній — внутріпліддя, або ендокарпій (лат. endocarpium)

Тканина плоду, що формується переліченими шарами, може бути різної консистенції від м'якої й соковитої до волокнистої або навіть твердої здерев'янілої. У плодів різних рослин найпомітніші, найважливіші з точки зору людини частини плоду утворюються різними шарами, що служить класифікаційною ознакою рослини.
З шарів навколопліддя, переважно із позапліддя сухих плодів, можуть формуватися різні пристосування у формі шипів, лопатей, колючок з гачками або щетинок, які сприяють поширенню насіння вітром і тваринами. У ряду рослин навколопліддя забезпечує вивільнення насіння розкриттям або розпад плодів після їх дозрівання.
Будова і властивості навколопліддя характеризують плоди при визначенні їх типу, це одна з основних ознак, що застосовуються для класифікації плодів в карпології.